# Cambuci
Cambuci là một đô thị thuộc bang Rio de Janeiro, Brasil. Đô thị này có diện tích 561,739 km², dân số năm 2007 là 14398 người, mật độ 25,6 người/km².